# Far Lands or Bust
《Far Lands or Bust》是连载于YouTube上的一个视频系列，由美国游戏主播兼网页设计师Kurt J. Mac所制作，记录了他自2011年3月28日起在沙盒游戏《我的世界》中探寻边境之地的过程。

## 边境之地
《我的世界》是一个开放世界沙盒游戏，玩家可以在生成的虚拟世界中走动。当玩家移动时，玩家周围的地形会随之生成，所以如果玩家一直往一个方向走，那个方向地形会随之生成，达到地图无限大的效果，这也是开发者的初衷。但是开发者在开发过程中发现，距离地图座标原点越远的地方，会出现一些程序错误，其中一个比较显著的程序错误便是在Java版Beta 1.8之前的版本中，在X轴和Z轴±12550821与±12550825之间的位置会生成形状高耸怪异的地形，称为边境之地。也就是说，实际上地图并非无限大，不过对于不使用作弊指令的玩家来讲，地图已经足够大到可以视为接近无限大。

## 过程
2011年3月，游戏创始人馬庫斯·泊松在博客上说明了由于源代码的程序错误而导致存在边境之地，不使用作弊指令的一般玩家无法走到边境之地，因为它离出生点实在是太远了。Kurt J. Mac一开始像其他的《我的世界》游戏主播那样录制普通的游玩视频，但又觉得没有什么特色，了解到边境之地的存在后，便想进行一个在生存模式中不作弊走到边境之地的挑战，这便是《Far Lands or Bust》系列视频。当初Kurt J. Mac决定作出走到边境之地的挑战时，他坦言当时对边境之地了解不甚透彻，曾误以为大概用一年的实践就可以完成这个挑战，到达边境之地。后来事实证明边境之地要比想象中的远得多，但他至今仍然在继续进行这个挑战，目前他仍未到达边境之地。
Kurt J. Mac录下了自己走向边境之地的过程并上传到YouTube上，他觉得这可以吸引对这项挑战有兴趣的玩家，同时玩家也可以通过视频知道他没有作弊。不过单纯地在《我的世界》中远足是比较无聊的，不管是对于Kurt J. Mac还是YouTube上的观众来讲都是如此，所以他在远足的过程中会进行解说，不过解说的内容不一定全部跟《Far Lands or Bust》有关，他有时也会讲讲一些其他的事情。由于《我的世界》中玩家的背包容量有限，所以他没有携带特别多的东西，但他表示一直带着指南针，以便于确认是一直朝着一个方向走。2011年6月6日播出的第一季32集中，Kurt J. Mac驯服了一只狼，并给它取名叫Wolfie。Kurt J. Mac表示这只狼是他在这个单人游戏中的唯一伙伴，有不少观众也很喜欢这只狼。不过在第一季的最后一集里，这只狼不明消失了，但第四季第一集里，它又回来了。
以Kurt J. Mac目前的平均行走速度估计，他至少需要22年才能到达边境之地。

## 影响
这个视频系列为游戏慈善组织Child's Play筹款多达407000美元，自2018年播出的第七季起又为Direct Relief筹款。
Kurt J. Mac是吉尼斯世界记录《我的世界》中行走距离最远者的保持者。